# بازی‌های پان امریکن ۱۹۸۳
بازی‌های پان امریکن ۱۹۸۳ (انگلیسی: 1983 Pan American Games) نهمین دوره بازی‌های پان امریکن است که از ۱۴ تا ۲۹ اوت ۱۹۸۳ در کاراکاس، ونزوئلا با حضور ۳۴۲۶ ورزشکار برگزار شده‌است. این بازی‌ها اولین رقابت بزرگ بین‌المللی بود که شامل تست نسبتاً دقیق استروئید بود.

## جدول مدال‌ها
| رتبه  | کشور                | طلا         | نقره        | برتز    | مجموع   |
| ----- | ------------------- | ----------- | ----------- | ------- | ------- |
| 1     | ایالات متحده آمریکا | ۱۴۱         | ۱۰۰         | ۵۲      | ۲۹۳     |
| 2     | کوبا b              | ۷۹/۷۸/۸۰    | ۵۳/۵۱/۴۹    | ۴۳/۴۵   | ۱۷۵/۱۷۴ |
| 3     | کانادا c            | ۲۱          | ۴۰          | ۶۰      | ۱۲۱     |
| 4     | برزیل               | ۱۴          | ۲۰          | ۲۳      | ۵۷      |
| 5     | ونزوئلا 1 d         | ۱۲/۱۴       | ۲۶/۲۵       | ۳۵/۳۷   | ۷۳/۷۶   |
| 6     | مکزیک               | ۷           | ۱۱          | ۲۴      | ۴۲      |
| 7     | آرژانتین            | ۲           | ۱۱          | ۲۲      | ۳۵      |
| 8     | پورتوریکو           | ۲           | ۷           | ۶       | ۱۵      |
| 9     | کلمبیا              | ۱           | ۷           | ۱۳      | ۲۱      |
| 10    | شیلی                | ۱           | ۳           | ۹       | ۱۳      |
| 11    | پرو                 | ۱           | ۱           | ۴       | ۶       |
| 12    | اروگوئه             | ۱           | ۰           | ۲       | ۳       |
| 13    | اکوادور             | ۱           | ۰           | ۰       | ۱       |
| 14    | جمهوری دومینیکن     | ۰           | ۷           | ۷       | ۱۴      |
| 15    | ترینیداد و توباگو   | ۰           | ۱           | ۲       | ۳       |
| 16    | باهاما              | ۰           | ۱           | ۰       | ۱       |
| 16    | گواتمالا            | ۰           | ۱           | ۰       | ۱       |
| 16    | نیکاراگوئه          | ۰           | ۱           | ۰       | ۱       |
| 19    | جامائیکا            | ۰           | ۰           | ۶       | ۶       |
| 20    | بلیز                | ۰           | ۰           | ۱       | ۱       |
| 20    | پاناما              | ۰           | ۰           | ۱       | ۱       |
| مجموع | مجموع               | ۲۷۶/۲۹۲/۲۹۴ | ۲۸۶/۲۹۰/۲۸۸ | ۳۰۳/۳۱۲ | ۸۶۵/۸۹۴ |

## ورزش‌ها
- تیراندازی با کمان
- دو و میدانی
- بیسبال
- بسکتبال
- بوکس
- دوچرخه‌سواری
- شیرجه
- سوارکاری
- شمشیربازی
- فوتبال
- ژیمناستیک
- هاکی روی چمن
- جودو
- روئینگ
- قایقرانی بادبانی
- تیراندازی
- سافتبال
- سامبو
- شنا
- شنای موزون
- تنیس روی میز
- تنیس
- والیبال
- وزنه‌برداری
- کشتی